# 예비고사
대학입학 예비고사(大學入學 豫備考査, Preliminary College Entrance Examination)는 대학교육과 고등학교 교육의 정상화를 도모하기 위하여 1969학년도부터 1981학년도 입시까지 실시해 온 대학입학을 위한 대한민국의 예비시험 제도이다.

## 개요
대학입학 예비고사의 목적은 대학 교육과 고등학교 교육의 정상화이며 대학생의 양적 팽창에 따르는 질적 저하를 방지, 교육의 질적 수준을 향상, 사학(私學)의 무한정의 정원 외 학생 모집의 억제 등을 시행하여 정상적 운영을 기하도록 하고, 대학간의 질적 격차를 해소시켜 대학의 평준화를 기하기 위한 것이었다.
이 고사는 선택형 문항의 필기고사로 치러지며, 고사(考査) 교과목은 고등학교의 교과 중 예비고사위원회가 정하도록 되어 있으며, 체육교과는 체력검사로 치루어졌다.
대학 입학 예비고사의 시행 결과, 예비고사는 대학 입학 시험의 응시 자격 여부를 판정하는 것이었으나, 1974학년도부터는 예비고사 성적이 대학 본고사 성적과 함께 대학 입학 시험 성적에 반영되었다. 1981학년도 입시부터는 대학 본고사가 폐지되면서 예비고사 성적은 고교 내신 성적과 함께 대학 입학 시험 성적에 반영되었다.
1982학년도 입시부터는 예비고사라는 명칭이 학력고사로 바뀌어 1993학년도까지 시행되었으며, 1994학년도부터 학력고사는 대학수학능력시험으로 전환되고 일부 대학에서 본고사가 부활되었다. 대학 입학 시험의 국가 관리로는 1954년 대학입학연합고사와 1962년과 1963년에 국가고사제가 잠시 실시되기도 하였다.

## 전기대학과 후기대학
당시 입시는 전기대학과 후기대학으로 나뉘어 있었고, 전기대학의 입시가 모두 마무리 된 뒤 후기대학의 입시가 시작되는 구조였다. 그리고 오늘날처럼 여러 대학에 지원하는 것이 아니라, 전기대학 중 하나의 대학에 지원을 했다. 이에 전기대학에서 불합격했다면 후기대학에 진학하거나 다음 해를 기약해야 했다. 1973학년도 입시까지는 응시 자격만을 갖춘 예비고사를 통과한 자만이 대학별 입학시험(본고사)을 치를 수 있었다.
1970년대 입시에서 전기대학은 서울대학교, 연세대학교, 고려대학교, 서강대학교, 중앙대학교, 이화여자대학교, 경희대학교, 건국대학교, 부산대학교, 경북대학교, 전남대학교, 충남대학교, 경상대학교, 전북대학교, 한국항공대학교, 숙명여대, 세종대, 성신여대, 인하대, 조선대, 부산수산대, 성심여대, 청주대, 마산대, 효성여대를 비롯하여 50여 개의 대학들이 있었고, 후기대학은 성균관대학교, 한양대학교, 한국외국어대학교, 서울시립대(서울산업대), 동아대학교, 영남대학교, 동국대학교, 계명대학교, 홍익대학교, 단국대학교, 숭전대학(숭실대학교, 한남대학교), 국민대학교, 아주공과대학(아주대학교), 광운공과대학(광운대학교) 등 41개 대학들이 있었다.
1976.1.31 동아일보 기사에서는 당시 재수생의 실태를 보도하는 기사를 냈다.
"우선 재수생의 형태를 크게 두가지로 구분할 수 있다. 첫째는 꼭 일류대학에 들어가야겠다는 학생들이고 둘째는 아무 대학이든 들어가고 봐야겠다는 학생들이다. 후자의 유형 속에는 예비고사에 조차 불합격되고 취직도 안돼 오갈데가 없는 학생들이 많이 끼여있다. 일류대학을 목표로 재수하는 학생들은 대개의 경우 학구의욕이 왕성하고 생활도 성실한 편이다. 이들 가운데는 입학시험에서 1,2점 차이로 억울하게 떨어졌거나 충분한 실력이 있으면서도 시험운이 나빠서 실패한 학생이 많다. 서울의 J학원이 작년에 조사한 바에 의하면 조사대상 3백명 중 51%가 전기대에 낙방한 뒤 후기대엔 아예 응시조차 않았고 10%는 후기대학에 합격했는데도 등록을 포기하고 재수하는 것으로 나타났다. 이러한 현상은 바로 이 사회에 팽배해있는 일류의식의 지배를 받고 있기 때문이다."
다만 후기대학에서 최상위에 위치한 경우는 점수대가 높았다. 성균관대 법학, 상경, 한국외국어대 영문, 한양대 공대, 서울시립대 도시행정 등에는 서울대에 아깝게 떨어진 응시자가 상당수 입학하여 매우 높은 점수대를 기록했다. 자세한 점수 사항은 아래 문단에 기술되어 있다.

## 예비고사 반영비율의 변화
1974학년도 입시부터 예비고사는 종래의 "지원자격"에서 실제 대학 입시에 성적이 반영되는 구조로 바뀌게 된다. 그리하여 예비고사 시험 성적과 대학별 본고사 시험 성적이 함께 반영되어 대학입시가 치러지게 되었다. 초기에는 예비고사 반영율이 적다가 이후 대폭 늘어나게 되었다.
75년도 기사를 보면, 76학년도 대학입시에서 대부분의 대학이 반영율을 대폭 높이게 되어 예비고사가 사실상 입학을 좌우한다고 보도하고 있다. 1976년 예비고사 성적 반영비율은 서울대 11%, 연세대 20%, 고려대 30%, 서강대 15%, 중앙대 17%, 한양대 17%, 성균관대 6%, 동국대 17%였고, 이화여대는 예비고사와 본고사 반영비율이 같은 50%였다.
중앙일보의 "76년도 대학신입생 대학별 학과별 예시성적" 기사에 따르면, 서울대학교 사회 283.21점, 서울대학교 인문 273.17점, 성균관대학교 법률학 272.27점, 성균관대학교 경영 270.31점, 연세대학교 경제 261.78점, 성균관대학교 행정 261.62점, 부산대학교 상경 260.18점, 연세대학교 경영 259.60점, 고려대학교 법학 259.12점, 고려대학교 행정학 258.97점이었다.
동아일보의 1977년 5월 9일자 "77년도 대학합격자의 예비고사 성적 평균치" 기사에 따르면, 전기대학으로는 서울대학교 사회 285.84점, 서울대학교 인문 278.17점, 연세대학교 경제 266.77점, 고려대학교 법과대 264.86점, 한국항공대학교 항공관리학 260.17점, 부산대학교 상경 258.53점, 부산대학교 법정계 253.66점이었다. 후기대학으로는 성균관대학교 법률학과 279.08점, 성균관대학교 경제학과 270.60점, 서울산업대학교( 현 서울시립대 ) 도시행정 262.67점, 한양대학교 법학 261.60점, 한국외국어대학교 영어 256.55점이었다.
1979년도 입시에서는 웬만한 서울의 주요대학들은 예비고사 성적의 반영비중이 60% 이상이었고, 심지어는 예비고사 성적 반영비중 100%의 특차 무시험(본고사를 치르지 않는) 전형을 운영하기도 했다.
1979학년도 입시 이후 예비고사 성적의 반영비중은 거의 절대적이었고, 전국의 주요대학에서 예비고사 성적 반영비중이 100%인 특차 무시험(본고사를 치르지 않는) 전형을 운영하게 된다.
조선일보의 1979년 12월 29일자 "1980학년도 예비고사 성적으로 본 대학별 합격 가능점수" 기사에 따르면, 서울대학교 법과대 312점, 고려대학교 법과대 295점, 연세대학교 경제 291점, 중앙대학교 법과대 286점, 부산대학교 상경계 284점, 서강대학교 경상계열 277점, 경희대학교 경상계 275점, 이화여자대학교 인문사회계 271점, 건국대학교 정법대 261점이었다. 이들 모두는 전기대학이었다.

## 연도별 예비고사 시행일
- 1969학년도 - 1968년 12월 16일 월요일
- 1970학년도 - 1969년 11월 18일 화요일
- 1971학년도 - 1970년 11월 20일 금요일
- 1972학년도 - 1971년 11월 19일 금요일
- 1973학년도 - 1972년 11월 27일 월요일
- 1974학년도 - 1973년 11월 16일 금요일
- 1975학년도 - 1974년 11월 13일 수요일
- 1976학년도 - 1975년 11월 12일 수요일
- 1977학년도 - 1976년 11월 12일 금요일
- 1978학년도 - 1977년 11월 10일 목요일
- 1979학년도 - 1978년 11월 7일 화요일
- 1980학년도 - 1979년 11월 6일 화요일
- 1981학년도 - 1980년 11월 20일 목요일

## 같이 보기
- 학력고사
- 대학수학능력시험